# Adrijan Pahor
Adrijan Pahor, profesor, publicist, slovenist, zgodovinar, kulturni delavec, 11. junij 1956, Trst.

## Življenje in delo
Rodil se je v Trstu, oče Boris je bil profesor in pisatelj, mati Radoslava (rojena Premrl), učiteljica. Osnovno šolo je obiskoval v Barkovljah, nižjo srednjo šolo sv. Cirila in Metoda pa pri Sv. Ivanu v Trstu. Nato se je vpisal na klasični licej Franceta Prešerna v Trstu, kjer je maturiral 1975. Leta 1975 se je vpisal na fakulteto za farmacijo, leta 1982 pa na Leposlovno fakulteto (Lettere e filosofia) v Trstu, na kateri je leta 1987 pod mentorstvom prof. Jožeta Pirjevca doktoriral z disertacijo iz povojne tržaške zgodovine. Od leta 1978 dalje je poučeval na slovenskih srednjih in višjih šolah v Trstu in Gorici, najprej od leta 1987 do leta 1990 na učiteljišču v Gorici, nato, po opravljenem habilitacijskem izpitu, je bil stalno nameščen kot profesor slovenščine in zgodovine na Trgovskem zavodu Žige Zoisa v Gorici. Leta 1993 je bil premeščen na pedagoški licej Simona Gregorčiča v Gorici, nato je do upokojitve leta 2020 poučeval na znanstvenem in humanističnem liceju Simona Gregorčiča v Gorici. V času univerzitetnega študija je bil član mladinske sekcije stranke SSk. V letih 1990–92 je bil tudi član pokrajinskega sveta SSk (Trst). Nekaj let je bil tudi član Slovenskega kulturnega kluba in STS - Slovenskih tržaških skavtov, organizacije, ki se je kasneje preimenovala v SZSO - Slovensko zamejsko skavtsko organizacijo. Vzporedno z univerzitetnim študijem se je ukvarjal tudi s študijem glasbe (klarinet), bil je član Tržaškega mešanega zbora in moškega zbora Fantje izpod Grmade. Štiri leta je bil član Tržaškega pihalnega orkestra kot klarinetist.
Že v univerzitetnih letih je Adrijan Pahor pisal literarne prispevke za Radio Trst A in za Novi list, nato v Novi Glas, Koledar Goriške Mohorjeve družbe, redno pa tudi za Primorski dnevnik in Mladiko. V Reviji 2000 je objavil prispevek o Virgilu Ščeku. Leta 1993 je Krožek za družbena vprašanja Virgil Šček iz Trsta objavil v samostojni knjigi svojo disertacijo z naslovom Il crepuscolo del Territorio libero di Trieste e i partiti autonomi sloveni (1952–1954 - Somrak Svobodnega tržaškega ozemlja in samostojne slovenske stranke, 1952–1954). Ta disertacija nadaljuje niz disertacij (Nadje Maganje in Aleša Breclja) ki podrobno analizirajo povojno avtonomno politično udejstvovanje Slovencev na Tržaškem in Goriškem.
Adrijan Pahor je zelo aktiven v kulturnem in prosvetnem življenju slovenske manjšine v Italiji kot organizator kulturnih (literarnih) večerov, moderator, predavatelj na simpozijih. Piše literarne kritike in recenzije, spremne besede v knjige z literarno, zgodovinsko ali etnografsko vsebino. Že več let sodeluje v uredništvu mesečnika Mladika., odbornik je pri Goriški Mohorjevi družbi, član je Slovenske Matice v Ljubljani. Od leta 2019 je član komisije, ki podeljuje literarno nagrado Vstajenje.

## Pomembnejše publikacije
- Pahor, Adrijan: Il crepuscolo del Territorio libero di Trieste e i partiti autonomi sloveni (1952–1954) (Somrak Svobodnega tržaškega ozemlja in samostojne slovenske stranke, 1952–1954).
- Pahor, Adrijan: Prim. v Ščekovem času,(referat) Revija 2000, 1989, št. 46/47, 175–212;
- Pahor, Adrijan: Bruna Marija Pertot in njena govorica srca, v zborniku Ženska literarna ustvarjalnost na Primorskem, Mladika 2017;
- Pahor, Adrijan:  Cankarjevo predavanje Očiščenje in pomlajenje, v zborniku Tržaški Cankar in naše branje, Mladika 2020;
- Pahor Adrijan: Od enotnosti OF do prve Kocbekove afere, Znanstveni posvet Trst, 6.6.2025
- Pahor Adrijan, Poezija Borisa Pangerca, Filozofska Fakulteta Univerze v LJ, oddelek za slovanske jezike in knjž., LJubljana, 2000
- Pahor Adrijan, Boris Paternu, Od ekspresionizma do postmoderne, Prim. Primorski dnevnik 3. 3. 2000; Novi glas 2. 3. 2000.
- Pahor Adrijan, Pesniška zbirka Oljke in morje in sol Borisa Pangerca, Mladika 4/2024